# エジプトへの逃避 (ルーベンス)
『エジプトへの逃避』（エジプトへのとうひ、独: Die Flucht nach Ägypten、英: The Flight into Egypt）は、フランドルのバロック期の巨匠ピーテル・パウル・ルーベンスが1614年にオーク板上に油彩で制作した絵画である。ルーベンスの作品としては例外的に、署名と1614年の年記が記されている。作品はおそらく1735年にヘッセン＝カッセル方伯ヴィルヘルム8世によりデン・ハーグで取得され、現在、カッセル古典絵画館に所蔵されている。

## 主題
絵画の主題は聖家族の「エジプトへの逃避」で、『新約聖書』中の「マタイによる福音書」(2章13-14) に簡潔に記されている。イエス・キリストの養父聖ヨセフは、天使からお告げを受けた。それは、ヘロデ大王が「ユダヤ人の王」となる新生児の脅威から自身を守るためにすべての初子 (ういご) を殺そうとしているというものであった。ヨセフは、家族とともにローマ帝国領となっていたエジプトへ逃げよという天使の指示に従った。

## 作品

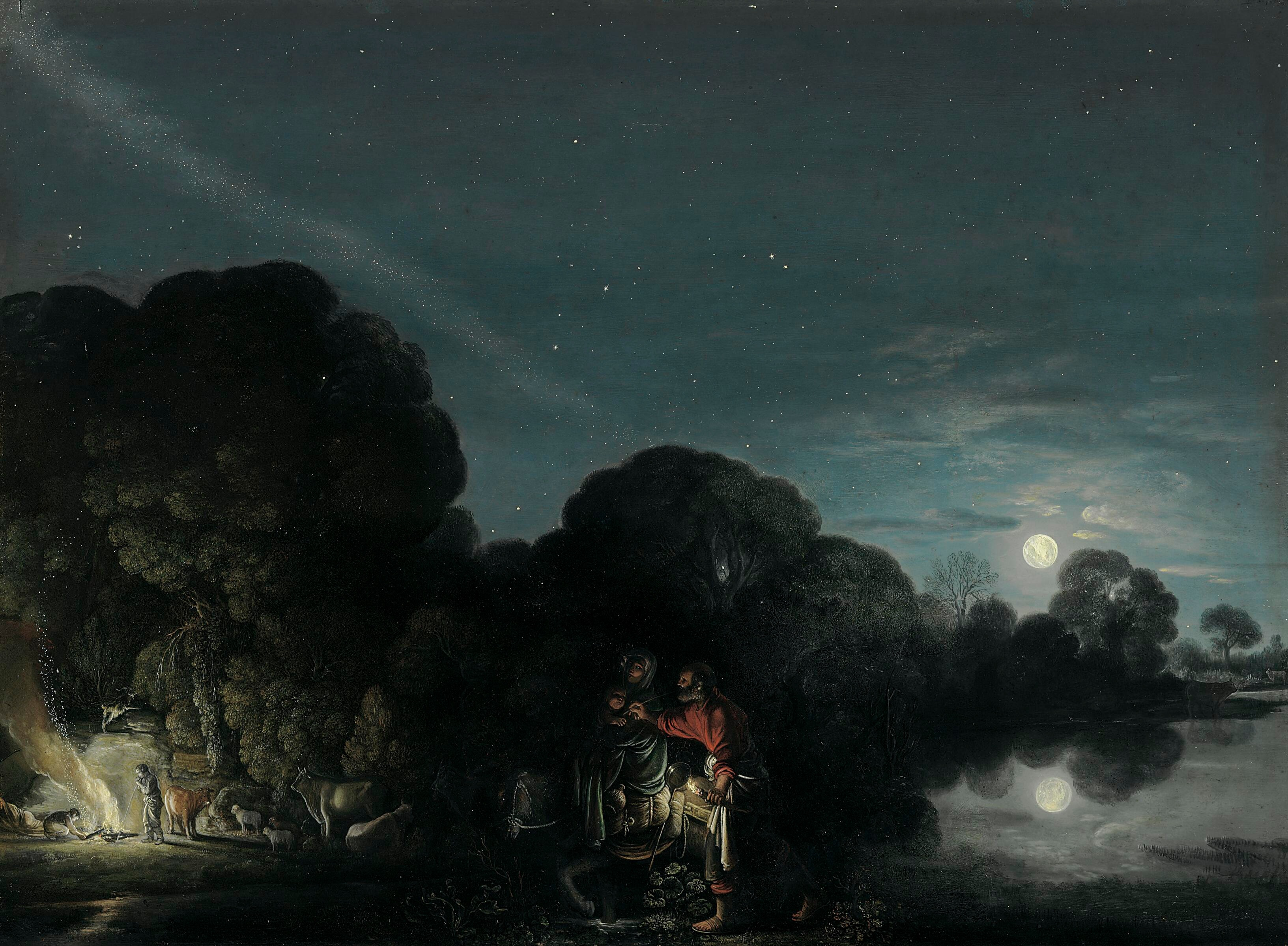
アダム・エルスハイマー『エジプトへの逃避』 (1609年頃)、アルテ・ピナコテーク、ミュンヘン

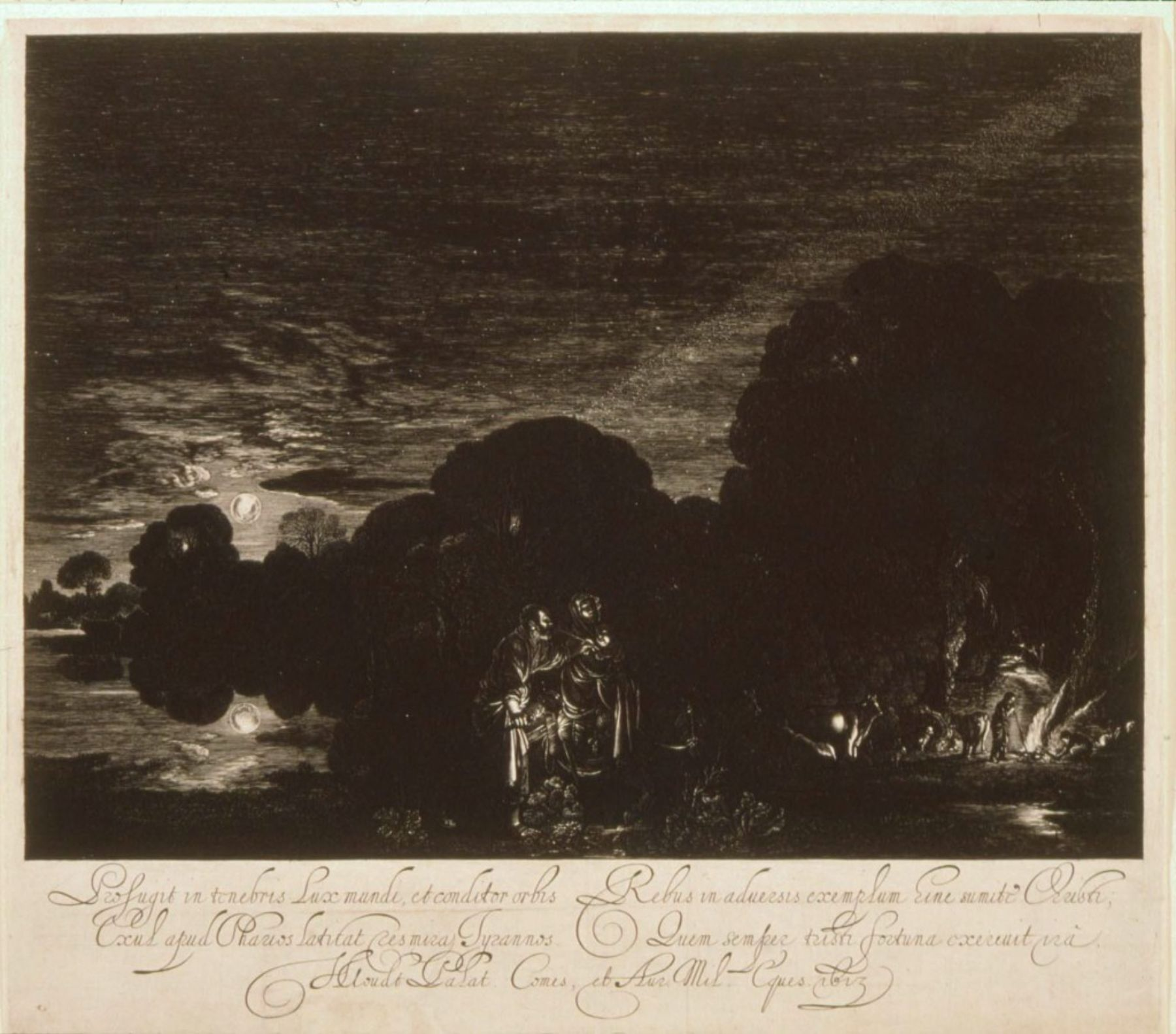
ヘンドリック・ホウトのエルスハイマーにもとづくエッチング『エジプトへの逃避』 (1613年)、ボストン美術館

1610年代のルーベンスの作品には夜景への関心が見られるが、それは彼がイタリアに滞在した時代に知ったカラヴァッジョやアダム・エルスハイマーの影響を示している。中でも、聖家族のエジプトへの逃避を描いた本作には、エルスハイマーの銅板画『エジプトへの逃避』 (アルテ・ピナコテーク、ミュンヘン) との関連が明らかである。ローマ在住の友人からエルスハイマーの死を知らされた時、ルーベンスは彼の死を悼みつつ、彼の『エジプトへの逃避』をぜひフランドルの収集家に入手させたいと書き送っている (1611年1月14日ヨハン・ファーバー宛)。
ルーベンスはおそらくエルスハイマーの『エジプトへの逃避』を自身で見ておらず、ヨハン・ファーバーによる描写で知っていたにすぎない。ルーベンスが、エルスハイマーの『エジプトへの逃避』にもとづくヘンドリック・ホウトのエッチングを知っていたかどうかも不明である。確かなのは、ルーベンスがエルスハイマーの絵画の中央に描かれた聖家族のモティーフを参照し、それにより彼にオマージュを捧げていることである。このことは、本作がエルスハイマーの銅板画より縦横とも10センチくらいしか大きくないという形式からも明らかである。
エルスハイマーもルーベンスも、聖家族のエジプトへの逃避を夜景図として表している。しかし、エルスハイマーの絵画では風景が大きな割合を占めるのに対し、ルーベンスの絵画では2人の天使に導かれる前景の聖家族に焦点を当て、彼らをクローズアップで描いている。前者では風景が人物と等しい要素に見えるが、後者では風景はほとんど暗闇に取って代わられている。人物たちは暗闇により際立っている一方、夜空と月が映る湖の景色が右端に見えているにすぎない。この湖のある景色はエルスハイマーの絵画にも見られるが、ルーベンスは少し変えており、満月の代わりに細い三日月を描いている。本作では暗闇が増しているのに合わせ、聖家族の心情を表すドラマ性も増している。2人の天使たちが聖母子を急き立て、ヨセフもまた後ろを向いて、湖の岸に微かに見える馬上の人物を見ている。
本作で、ルーベンスは光源を2つに制限している。すなわち、幼子キリストの身体から発し、人物群を照らす聖なる光が、右端にわずかに描かれている風景に見える月の自然光と組み合わされている。聖なる光は世界を照らすキリストとしての意味を持ち、画家は画面の中央に聖なる奇蹟を配置する、対抗宗教改革時代のカトリックの図像を完全に用いているのである。